# Simonini-Reaktion
Die Simonini-Reaktion ist eine Namensreaktion in der Organischen Chemie, die von Angelo Simonini erstmals 1892 beschrieben und nach ihm benannt wurde. Bei der Reaktion werden aliphatische Ester durch Decarboxylierung der Silbersalze von Carbonsäuren in Gegenwart von Iod in einem inerten Lösungsmittel hergestellt. Sie ist eng mit der Hunsdiecker-Reaktion verwandt und wird auch Erweiterung dieser Reaktion bezeichnet.

## Übersichtsreaktion
Bei der Simonini-Reaktion werden zwei Äquivalente eines aliphatischen Silbercarboxylats mit Iod zu einem aliphatischen Ester umgesetzt. Dabei fallen als Kuppelprodukte Kohlenstoffdioxid und zwei Äquivalente Silberiodid an. 

## Reaktionsmechanismus
Im Gegensatz zur Hunsdiecker-Reaktion folgt die Simonini-Reaktion einem ionischen Mechanismus. Zunächst bildet sich aus dem Silbercarboxylat 1 mit Iod unter Abspaltung von Kohlenstoffdioxid das Alkyliodid 2. In Gegenwart des zweiten Äquivalents Silbercarboxylat folgt eine nukleophile Substitution, welche zur Bildung des Esters 3 führt.

## Praktische Bedeutung
Die Simonini-Reaktion ist von geringer praktischer Bedeutung, da die Beschaffung der benötigten Silbercarboxylate teuer und die Vorbereitung der Stoffe aufwendig ist. Dieser Aspekt und die schlechte Atomökonomie aufgrund der Bildung stöchiometrischer Mengen mehrerer Abfallstoffe führen dazu, dass andere Wege zur Synthese von Estern bevorzugt werden.